# جو توماس
جو توماس (بالإنجليزية: Joe Thomas)‏ (و. 1984  م) هو لاعب كرة قدم أمريكية، من الولايات المتحدة، ولد في بروكفيلد، يلعب كمهاجم اصطدامي ‏.

## التعليم
تعلم في جامعة ويسكونسن-ماديسون.

## روابط خارجية
- جو توماس على موقع الاتحاد الدولي لألعاب القوى (الإنجليزية)
- جو توماس على موقع إي إس بي إن.كوم (أن.أف.أل)3
- جو توماس على موقع مرجع كرة القدم المحترفة.كوم (الإنجليزية)